# Mount Pleasant (Australia Południowa)
Mount Pleasant – miasto w Australii, w stanie Australia Południowa.